# Ronde van Lombardije 1956
De Ronde van Lombardije 1956 was de 50e editie van deze eendaagse Italiaanse wielerwedstrijd, en werd verreden op zondag 21 oktober 1956. Het parcours leidde van Milaan naar Milaan en ging over een afstand van 240 kilometer. De wedstrijd werd gewonnen door de Fransman André Darrigade in een sprint van een groep van zeventien renners. De vijfvoudige winnaar Fausto Coppi eindigde als tweede in zijn laatste ronde van Lombardije.

## Uitslag
| Ronde van Lombardije 1956 |                   |                       |          |
| Plaats                    | Naam              | Ploeg                 | Tijd     |
| Winnaar                   | André Darrigade   | Bianchi-Pirelli       | 6u14'20" |
| 2                         | Fausto Coppi      | Carpano-Coppi         | z.t.     |
| 3                         | Fiorenzo Magni    | Nivea-Fuschs          | z.t.     |
| 4                         | Giorgio Albani    | Legnano               | z.t.     |
| 5                         | Bruno Monti       | Atala                 | z.t.     |
| 6                         | Roger Decock      | Faema                 | z.t      |
| 7                         | Louison Bobet     | Torpado               | z.t.     |
| 8                         | Diego Ronchini    | Arbos                 | z.t.     |
| 9                         | Alfred De Bruyne  | Mercier-Hutchinson-BP | z.t.     |
| 10                        | Aimé Van Avermaet | Bianchi               | z.t.     |

1905 · 1906 · 1907 · 1908 · 1909 · 1910 · 1911 · 1912 · 1913 · 1914 · 1915 · 1916 · 1917 · 1918 · 1919 · 1920 · 1921 · 1922 · 1923 · 1924 · 1925 · 1926 · 1927 · 1928 · 1929 · 1930 · 1931 · 1932 · 1933 · 1934 · 1935 · 1936 · 1937 · 1938 · 1939 · 1940 · 1941 · 1942 · 1943 · 1944 · 1945 · 1946 · 1947 · 1948 · 1949 · 1950 · 1951 · 1952 · 1953 · 1954 · 1955 · 1956 · 1957 · 1958 · 1959 · 1960 · 1961 · 1962 · 1963 · 1964 · 1965 · 1966 · 1967 · 1968 · 1969 · 1970 · 1971 · 1972 · 1973 · 1974 · 1975 · 1976 · 1977 · 1978 · 1979 · 1980 · 1981 · 1982 · 1983 · 1984 · 1985 · 1986 · 1987 · 1988 · 1989 · 1990 · 1991 · 1992 · 1993 · 1994 · 1995 · 1996 · 1997 · 1998 · 1999 · 2000 · 2001 · 2002 · 2003 · 2004 · 2005 · 2006 · 2007 · 2008 · 2009 · 2010 · 2011 · 2012 · 2013 · 2014 · 2015 · 2016 · 2017 · 2018 · 2019 · 2020 · 2021 · 2022 · 2023 · 2024 · 2025